# King’s Own Malta Regiment

Abzeichen des King’s Own Malta Regiment

Das King’s Own Malta Regiment war ein territoriales Infanterieregiment der British Army auf Malta. Bereits zu Beginn der britischen Herrschaft aufgestellt, existierte es mit Unterbrechungen bis zur Unabhängigkeit Maltas.

## Geschichte

### Regiment of Maltese Militia
Das Regiment wurde 1801 als "Regiment of Maltese Militia" von Major-General Henry Pigot auf Anweisung des britischen Befehlshabers im Ägypten-Feldzug, Sir Ralph Abercromby, aufgestellt, jedoch bereits ein Jahr später nach Konsolidierung der britischen Herrschaft über die Inseln wieder aufgelöst. Es setzte sich aus Einwohnern der Inseln zusammen, die bereits während der Blockade gegen die Franzosen gekämpft hatten. Sie waren mit Musketen und Bajonetten ausgerüstet. Die Uniform bestand aus einem Baumwollrock, einem Ledertschako und einer roten Schärpe. Das Regiment gliederte sich in drei Abteilungen. Jede Abteilung bestand aus drei Kompanien zu je 100 Mann.

### Maltese Provincial Battalion
Im Frieden von Amiens 1802 wurde festgelegt, dass die Hälfte der 4000 Mann starken Garnison auf Malta aus maltesischen Mannschaften unter dem Kommando maltesischer Offiziere bestehen sollte. Das "Regiment of Maltese Militia" und die "Maltese Militia Coast Artillery" wurden zum 1. bzw. 2. "Maltese Provincial Battalion" zusammengefasst. Das 1. Bataillon stand unter dem Kommando von Marquis Parisi, das 2. Bataillon unter dem von Count de Gatto. Die Stärke wurde 1803 von Sir Alexander Ball, dem ersten britischen Gouverneur der Inseln, auf je 700 Mann festgesetzt. Die Uniform bestand aus einem roten Rock und weißen Hosen. Beim 1. Bataillon waren die Vorstöße himmelblau und die Tressen silberfarben, beim 2. Bataillon grün und golden. Im Jahr 1815 wurden die Bataillone aufgelöst.

### Maltese Militia
Im Jahr 1852 wurde es von Sir Adrian Dingli, maltesisches Mitglied des Council of Government, als Milizregiment ("Maltese Militia") erneut aufgestellt, bereits 1857 jedoch wieder aufgelöst. Mannschaften und ein Teil der Offiziere waren Bewohner der Insel, der Rest der Offiziere aus Großbritannien. Die Milizionäre verpflichteten zu einer fünfjährigen Dienstzeit, wurden in Friedenszeit allerdings nur für 12 bzw. 18 Tage im Jahr zu einem Ausbildungslager zusammengezogen. Verpflichtet zum Dienst waren alle wehrfähigen Männer im Alter zwischen 16 und 60 Jahren, Ausnahmen galten für Mitglieder des Council of Government, Richter, Friedensrichter, den Chef der Polizei, Ärzte und den Klerus. Das Regiment gliederte sich zu dieser Zeit in sechs Kompanien. Die Uniform war blau, mit roten Vorstößen und weißen Tressen. Aufgrund der harten Lebensbedingungen zu dieser Zeit und des Einkommensverlustes während der Zusammenziehungen sank die Bereitschaft zur Teilnahme ständig. Infolge dieser Umstände wurde das Regiment 1857 aufgelöst.

### Royal Malta Regiment of Militia
Eine erneute Aufstellung erfolgte 1889, diesmal unter der Bezeichnung "Royal Malta Regiment of Militia". Die Aufstellung wurde vom Gouverneur der Insel, Sir John Lintorn Arabin Simmons, 1888 verfügt. Die nominelle Stärke betrug drei Kompanien, diese wurden aus praktischen Gründen jedoch auf einen Stab und sieben Kompanien aufgeteilt. Als erste wurde die Kadettenkompanie aufgestellt. Die Uniform unterschied sich nicht von der der britischen Regimenter. Das Regiment galt als Nachfolger der maltesischen Jäger ("Maltese Chasseurs") des frühen 19. Jahrhunderts. Ab Oktober 1889 führte das Regiment daher das Datum "MDCCC" zur Erinnerung an die Verdienste der Maltese Light Infantry während der Blockade von Valletta im Schriftverkehr. Der britische König Eduard VII. war 1903 bei einem Besuch der Insel so von dem Regiment beeindruckt, dass er Regimentsinhaber bzw. Ehrenoberst des Regimentes wurde. Seitdem führt das Regiment die Bezeichnung "King’s Own" im Namen. Im gleichen Jahr wurde ein zweites Bataillon aufgestellt. 1921 erfolgte die erneute Auflösung, lediglich eine Kaderkompanie blieb erhalten. Während des Ersten Weltkrieges war eine aus beiden Bataillonen des Regimentes zusammengesetzte Kampfgruppe auf Zypern eingesetzt, Soldaten und Offiziere des Regimentes nahmen an den Feldzügen in Gallipoli, Saloniki und an der Westfront teil.

### King’s Own Malta Regiment

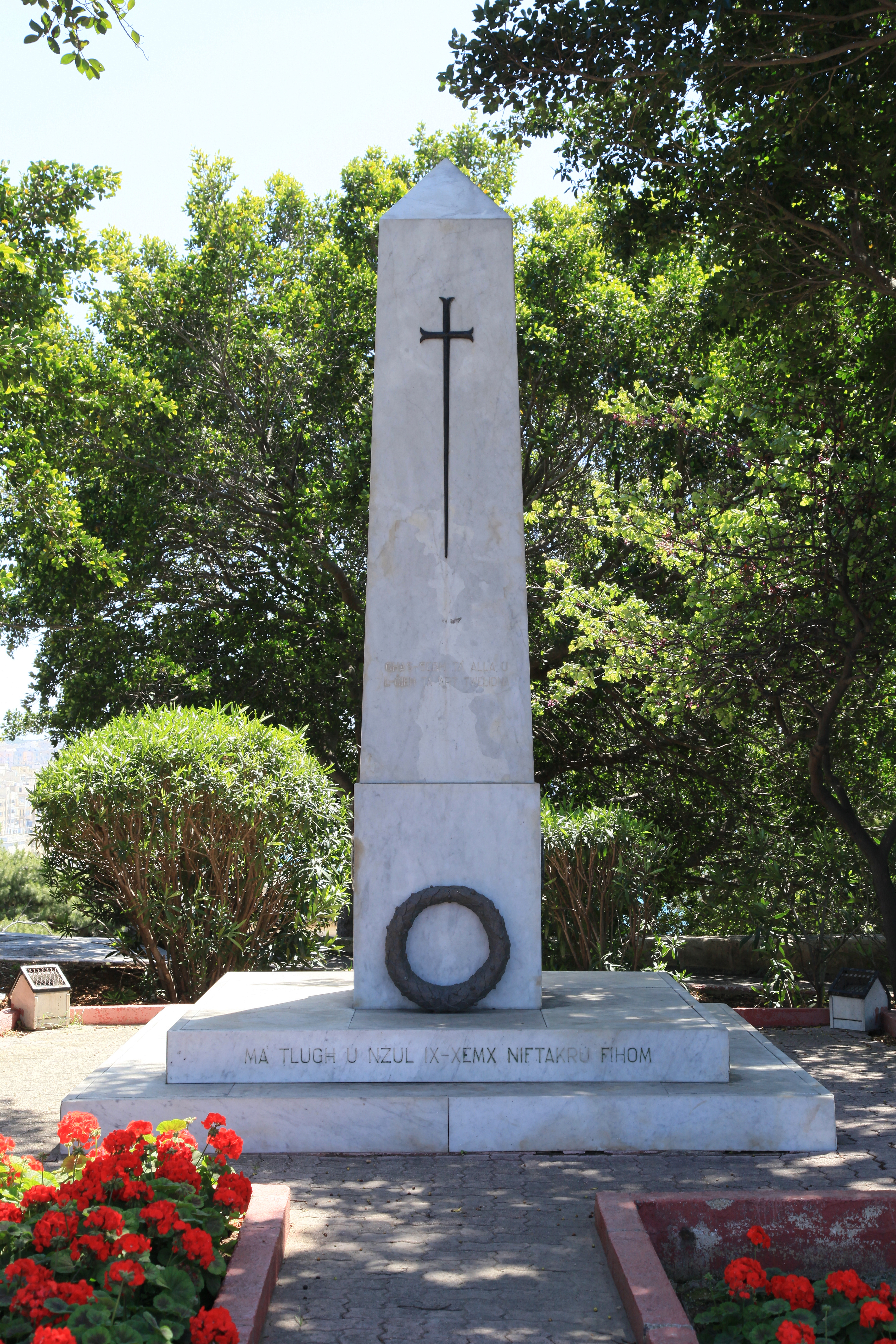
Ehrenmal des King’s Own Malta Regiment in Floriana

Zum vierten Mal wurde das Regiment 1931, nach anderen Quellen bereits 1923, als King’s Own Malta Regiment aufgestellt. Die Aufstellung des Regimentes wurde schon in den zwanziger Jahren debattiert. Im Zusammenhang mit den innenpolitischen Schwierigkeiten, die u. a. zur zeitweiligen Aussetzung der Verfassung führten, war die maltesische Miliz aufgelöst wurden. Das Regiment sollte zukünftig in die britischen Streitkräfte auf der Insel integriert werden, eine Wiederbelebung der Miliz war nicht vorgesehen. Das 1. und 2. Bataillon wurde in der Northern Brigade, das 3. Bataillon in der Southern Brigade eingesetzt. Aufgabe der Brigaden war die Küstenverteidigung. Die Soldaten des Regimentes besetzten die Beobachtungsposten und MG-Stellungen an der Küste und wurden zur Abwehr von Tieffliegern eingesetzt. Außerdem wurden sie zur Entladung der Konvoischiffe in den Häfen und zu Aufräumungsarbeiten nach Bombenangriffen herangezogen. Die Offiziere des Regimentes galten als gut ausgebildet, Ausrüstung und Bewaffnung unterschieden sich nicht von britischen Einheiten. Das Regiment nahm während des Zweiten Weltkriegs jedoch nicht direkt an Kampfhandlungen teil.
Das Regiment war wie folgt gegliedert:
- 1st Battalion, KOMR (1897–1921, 1931–1946, 1952–1972)
- 2nd Battalion, KOMR (1897–1921, 1940–1946, 1952–1972)
- 3rd Battalion, KOMR (1940–1945)
- 8th Battalion, KOMR, (1942–1943)
- 10th Battalion, KOMR (Territorial; 1942–1943)

Die Eingliederung in die Territorialstreitkräfte Maltas erfolgte 1951, mit der Unabhängigkeit Maltas wurde das Regiment 1970 in die maltesischen Landstreitkräfte eingegliedert. Die endgültige Auflösung erfolgte 1972.
Im Gegensatz zur Freiwilligen- und Milizverbänden in anderen britischen Kolonien wurde das Regiment direkt von der britischen Krone finanziert.

## Auszeichnungen (Battle Honours)

Der Flagge Maltas entnommene Darstellung des Georg-Kreuzes

- 1800 stellvertretend für die Dienste der maltesischen Jäger
- 1957 für Verdienste im Zweiten Weltkrieg 1940–1942
- 1959 erhielt das Regiment das Recht, das Georgs-Kreuz in der Regimentsflagge zu führen

In Fort St. Elmo, Valletta, befindet sich eine Gedenktafel für die während des Zweiten Weltkriegs gefallenen Angehörigen des Regimentes.

## Trivia
Die Mannschaft des Regimentes gewann 1918/19 die maltesische Fußballmeisterschaft.